# Pick and roll
 (décembre 2014).
Si vous disposez d'ouvrages ou d'articles de référence ou si vous connaissez des sites web de qualité traitant du thème abordé ici, merci de compléter l'article en donnant les références utiles à sa vérifiabilité et en les liant à la section « Notes et références ».

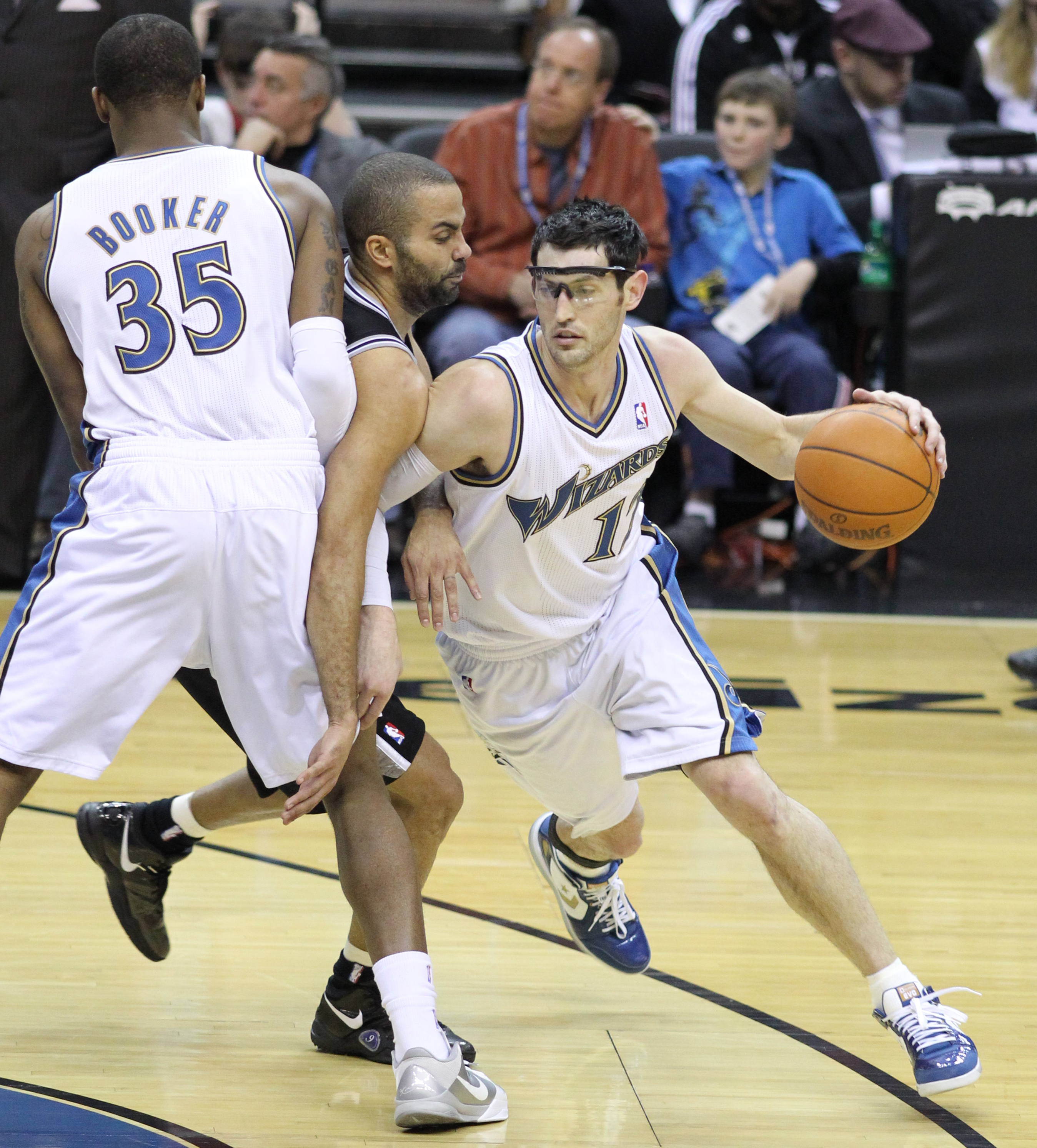
Trevor Booker effectue un écran sur Tony Parker pour son coéquipier Kirk Hinrich (à droite).

Le pick and roll est une technique de jeu offensif utilisée au basket-ball. Cette technique est devenue un aspect incontournable du basket-ball moderne, notamment dans les championnats américains (NBA, NCAA).
Le pick and roll est une tactique un peu plus élaborée que le Give-and-go (en) et concerne également deux joueurs.

## Principe
Le pick and roll concerne deux joueurs qui auront chacun un rôle spécifique à jouer, généralement il s'agit d'un joueur de petite taille (le plus souvent un meneur ou un deuxième arrière ou petit ailier) et d'un joueur plus grand (ailier fort ou pivot). Ces deux joueurs ayant chacun leurs avantages et inconvénients. Le joueur de petite taille compense ce désavantage par sa rapidité.
Le joueur de grande taille va poser un écran pour le joueur plus petit. Un écran est le fait de se placer en opposition au défenseur pour l'empêcher de continuer à se mettre en opposition avec l'attaquant.
Ce défenseur a alors deux choix :
- Soit il essaie de contourner l'écran mais risque alors de laisser sans défense pour quelques instants l'attaquant;
- Soit il change de joueur et l'autre défenseur doit faire de même. Cette situation provoque ce qu'on appelle un « mismatch » : le plus souvent un attaquant pouvant profiter de son avantage de taille face à un défenseur plus petit en particulier lorsqu'il est près du cercle mais aussi un joueur de petite taille qui pourra profiter de sa vitesse lorsqu'il est plus loin du cercle et sera ainsi en mesure de le contourner pour trouver le chemin du cercle.

L'attaquant a lui plusieurs possibilités, soit il profite de l'écran pour shooter, il peut aussi choisir d'aller vers le cercle ou alors de passer le ballon à son coéquipier. Une bonne et rapide lecture du jeu est ici primordiale pour faire le bon choix.

## Succès du pick and roll
Le pick and roll est devenu très populaire en NBA par exemple dans les années 1990. John Stockton et Karl Malone l'ont pratiqué durant une dizaine d'années. Le meneur emblématique du Jazz tirant profit de sa phénoménale lecture du jeu qui fait de lui un des meilleurs passeurs de l'histoire ainsi que de son tir de loin très fiable, Karl Malone tirait lui parti de son physique de Body-builder pour pénétrer agressivement vers le cercle.
Tim Duncan et Tony Parker l'utilisent aussi très volontiers. Tony Parker profitant en particulier de sa grande rapidité, Tim Duncan lui de sa taille mais aussi d'une réussite au tir à mi-distance tout à fait respectable pour un intérieur.
Steve Nash et Amar'e Stoudemire sont également connus pour l'avoir utilisé à foison du temps où ils évoluaient ensemble aux Suns de Phoenix.

## Le pick and pop
Une variation du pick and roll consiste pour le coéquipier qui pose l'écran à se diriger vers une zone de terrain libre de marquage pour faire un shoot à mi-distance plutôt que d'aller vers le cercle. Dans ce cas, il faut alors que l'intérieur possède un bon tir, comme Tim Duncan, Karl Malone ou encore Kevin Garnett, ce qui n'est pas toujours le cas chez certains pivots.